# Панигале (Ла Специја)
Панигале је насеље у Италији у округу Ла Специја, региону Лигурија.
Према процени из 2011. у насељу је живело 37 становника. Насеље се налази на надморској висини од 216 м.